# Barco
Barco este o arie protejată (arie specială de conservare — SAC, sit de importanță comunitară — SCI) din Italia întinsă pe o suprafață de 67 ha, integral pe uscat.

## Localizare
Centrul sitului Barco este situat la coordonatele 45°22′59″N 9°53′14″E / 45.383°N 9.8872°E.

## Înființare
Situl Barco a fost declarat sit de importanță comunitară în iulie 2006 pentru a proteja 133 de specii de animale. Situl a fost protejat și ca arie specială de conservare în iulie 2016.

## Biodiversitate
Situată în ecoregiunea continentală, aria protejată conține 7 habitate naturale: Păduri mixte riverane de Quercus robur, Ulmus laevis și Ulmus minor, Fraxinus excelsior sau Fraxinus angustifolia, de-a lungul marilor râuri (Ulmenion minoris), Liziere de ierburi înalte hidrofile de câmpie și de nivel montan până la alpin, Păduri aluvionare cu Alnus glutinosa și Fraxinus excelsior (Alno-Padion, Alnion incanae, Salicion albae), Pajiști uscate seminaturale și facies de acoperire cu tufișuri pe substraturi calcaroase (Festuco-Brometalia) (* situri importante pentru orhidee), Lacuri eutrofice naturale cu vegetație de tip Magnopotamion sau Hydrocharition, Râuri cu maluri nămoloase cu vegetație de Chenopodion rubri p.p. și Bidention p.p., Cursuri de apă de la nivel de câmpie la nivel montan, cu vegetație Ranunculion fluitantis și Callitricho-Batrachion.
La baza desemnării sitului se află mai multe specii protejate:
- păsări (118): uliu păsărar (Accipiter nisus), lăcar-de-mlaștină (Acrocephalus palustris), fluierar de munte (Actitis hypoleucos), pițigoi codat (Aegithalos caudatus), ciocârlie-de-câmp (Alauda arvensis), pescăruș albastru (Alcedo atthis), rață pitică (Anas crecca), rață mare (Anas platyrhynchos), fâsă de luncă (Anthus pratensis), fâsă de pădure (Anthus spinoletta), fâsă de pădure (Anthus trivialis), lăstunul mare (Apus apus), egretă mare (Ardea alba), stârc cenușiu (Ardea cinerea), ciuf-de-pădure (Asio otus), cucuvea (Athene noctua), Bubulcus ibis, șorecarul comun (Buteo buteo), caprimulg (Caprimulgus europaeus), sticlete (Carduelis carduelis), Cettia cetti,  prundaș gulerat mic (Charadrius dubius), florinte (Chloris chloris), erete vânăt (Circus cyaneus), Cisticola juncidis, botgros (Coccothraustes coccothraustes), porumbel gulerat (Columba palumbus), cioară neagră (Corvus corone), cioară de semănătură (Corvus frugilegus), prepeliță (Coturnix coturnix), cuc (Cuculus canorus), pițigoi albastru (Cyanistes caeruleus), lăstun de casă (Delichon urbicum), ciocănitoare pestriță mare (Dendrocopos major), egretă mică (Egretta garzetta), presură sură (Emberiza calandra), presură de grădină (Emberiza hortulana), presură de stuf (Emberiza schoeniclus), măcăleandru (Erithacus rubecula), șoim de iarnă (Falco columbarius), șoimul rândunelelor (Falco subbuteo), vânturel roșu (Falco tinnunculus), muscar negru (Ficedula hypoleuca), cinteză (Fringilla coelebs), Fringilla montifringilla, ciocârlan (Galerida cristata), becațină comună (Gallinago gallinago), găinușă de baltă (Gallinula chloropus), gaiță (Garrulus glandarius), frunzăriță galbenă (Hippolais icterina), Hippolais polyglotta, rândunică (Hirundo rustica), capîntortură (Jynx torquilla), sfrâncioc roșiatic (Lanius collurio), sfrâncioc mare (Lanius excubitor), pescăruș argintiu (Larus cachinnans), pescăruș sur (Larus canus), pescăruș râzător (Larus ridibundus), Locustella naevia, privighetoare (Luscinia megarhynchos), prigoare (Merops apiaster), codobatură galbenă (Motacilla alba), codobatură de munte (Motacilla cinerea), codobatura galbenă (Motacilla flava), muscar sur (Muscicapa striata), stârc de noapte (Nycticorax nycticorax), grangur (Oriolus oriolus), vultur pescar (Pandion haliaetus), pițigoi mare (Parus major), vrabie (Passer domesticus), vrabie de câmp (Passer montanus), pițigoi de brădet (Periparus ater), viespar (Pernis apivorus), cormoran mare (Phalacrocorax carbo), codroș de munte (Phoenicurus ochruros), codroșul de pădure (Phoenicurus phoenicurus), pitulice de munte (Phylloscopus collybita), pitulice sfârâitoare (Phylloscopus sibilatrix), pitulice-fluierătoare (Phylloscopus trochilus), coțofană (Pica pica), ciocănitoarea verde (Picus viridis), ploier auriu (Pluvialis apricaria), corcodel mare (Podiceps cristatus), pițigoi sur (Poecile palustris), brumăriță de pădure (Prunella modularis), aușel sprâncenat (Regulus ignicapilla), aușel cu cap galben (Regulus regulus), pițigoi-pungar (Remiz pendulinus), lăstun de mal (Riparia riparia), mărăcinar (Saxicola rubetra), mărăcinar negru (Saxicola torquatus), sitar de pădure (Scolopax rusticola), cănăraș (Serinus serinus), rață cârâitoare (Spatula querquedula), scatiu (Spinus spinus), guguștiuc (Streptopelia decaocto), turturică (Streptopelia turtur), huhurez mic (Strix aluco), graur (Sturnus vulgaris), silvie cu cap negru (Sylvia atricapilla), silvie de zăvoi (Sylvia borin), silvie de câmp (Sylvia communis), silvie-mică (Sylvia curruca), silvie porumbacă (Sylvia nisoria), fluierar negru (Tringa erythropus), fluierar de mlaștină (Tringa glareola), fluierar cu picioare verzi (Tringa nebularia), fluierarul de zăvoi (Tringa ochropus), fluierarul cu picioare roșii (Tringa totanus), pănțărușul (Troglodytes troglodytes), sturzul viilor (Turdus iliacus), mierlă (Turdus merula), sturz-cântător (Turdus philomelos), sturz (Turdus pilaris), sturzul de vâsc (Turdus viscivorus), strigă (Tyto alba), pupăză (Upupa epops), nagâț (Vanellus vanellus)
- amfibieni (2): Rana latastei, Triturus carnifex
- nevertebrate (3): croitorul mare al stejarului (Cerambyx cerdo), rădașcă (Lucanus cervus), fluturele purpuriu (Lycaena dispar)
- pești (10): sturion de adriatica (Acipenser naccarii), Barbus plebejus, Chondrostoma soetta, Cobitis bilineata, zglăvoacă (Cottus gobio), Protochondrostoma genei, Rutilus pigus, Sabanejewia larvata, Salmo marmoratus, Telestes muticellus

Pe lângă speciile protejate, pe teritoriul sitului au mai fost identificate 30 de specii de plante, 4 specii de amfibieni, 14 specii de mamifere, 2 specii de nevertebrate, 6 specii de pești, 8 specii de reptile.